# Doleschalla nigra
Doleschalla nigra là một loài ruồi trong họ Tachinidae.